# Klany japońskie

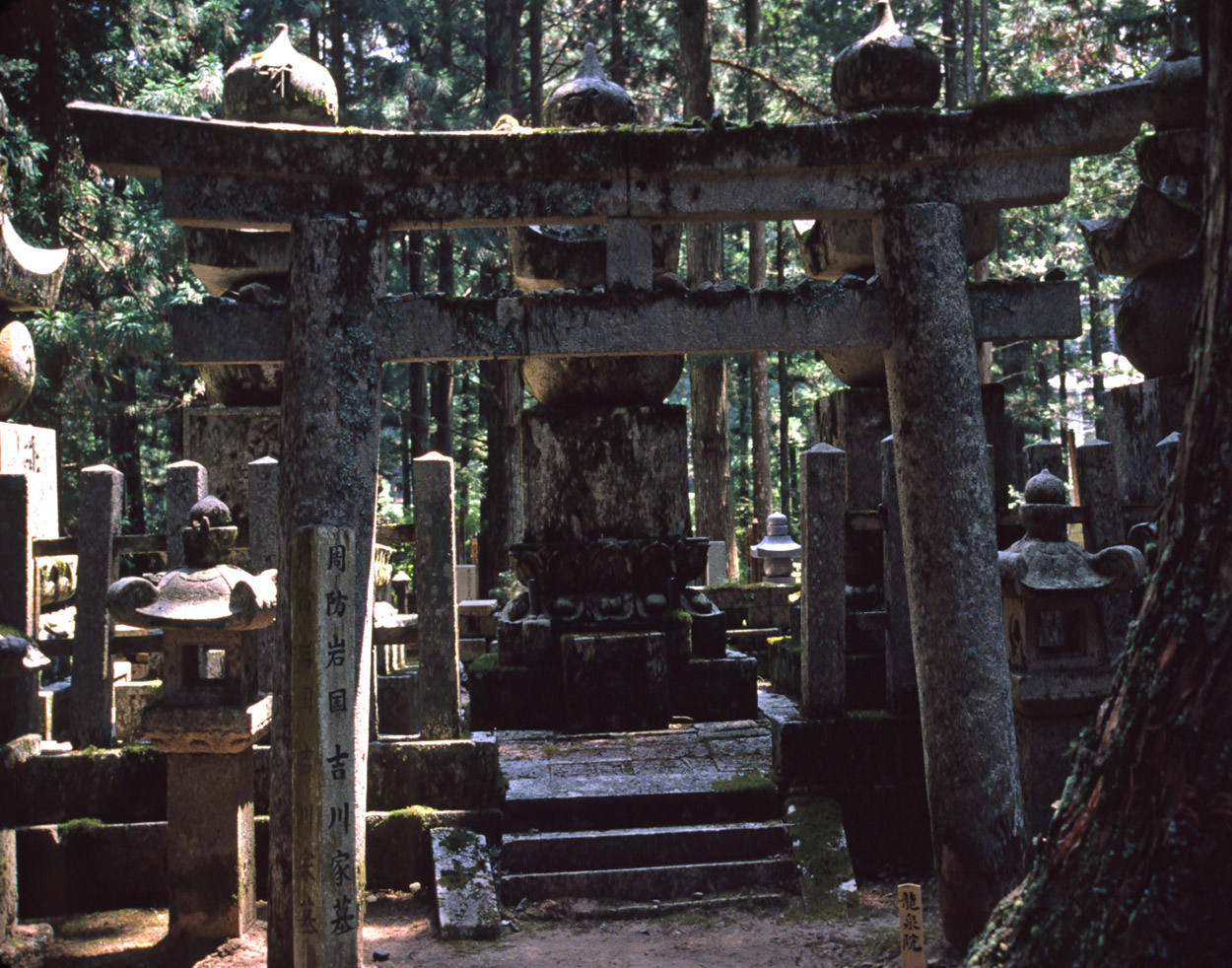
Grobowiec klanu Kikkawa z Iwakuni na górze Kōya. Znajduje się tu wiele grobowców klanowych

Mon klanu Oda

Mon klanu Takeda

Mon klanu Ashikaga

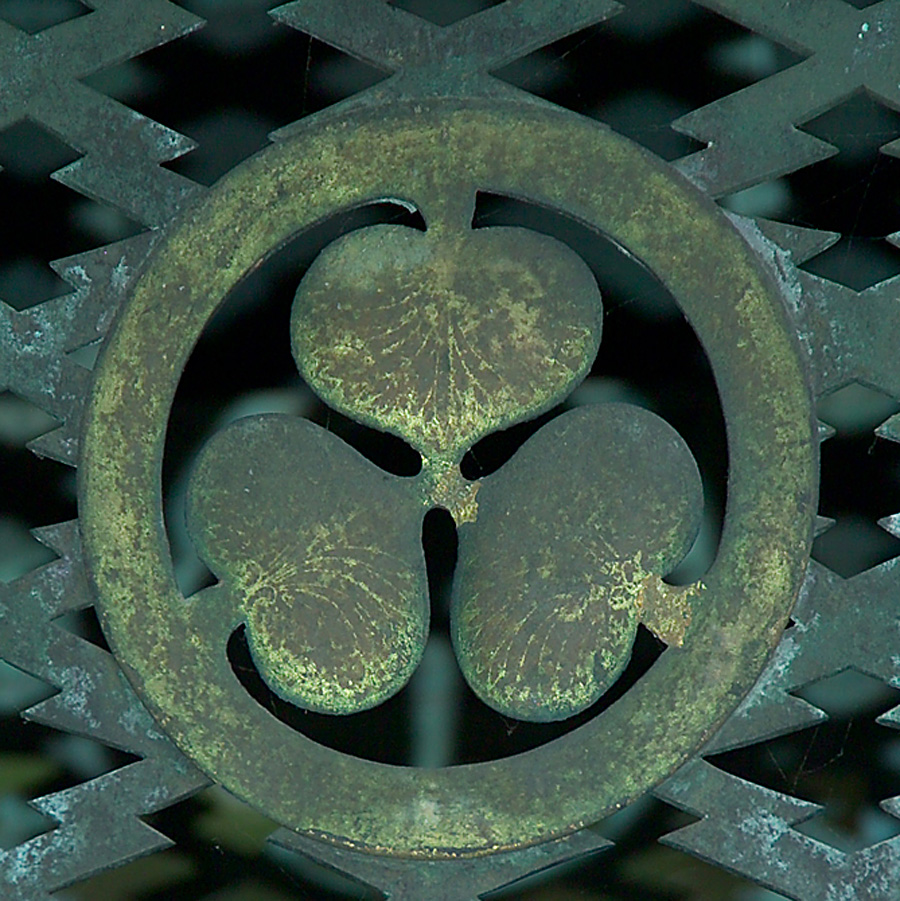
Mon klanu Tokugawa

Mon klanu Mōri

Klany japońskie – grupy powiązanych ze sobą Japończyków, najczęściej poprzez pochodzenie od wspólnego przodka, rzadziej z jednej grupy zawodowej.  

## Opis
Wyodrębnienie się rodów ze wspólnot neolitycznych przypisuje się dotarciu na Wyspy Japońskie metod uprawy ryżu i idącej za tym możliwości gromadzenia i przechowywania towaru stanowiącego podstawę bogacenia się.
W epoce Kofun rody składały się z rodzin zasiedlających określone terytorium, wywodzących swoje pochodzenie od wspólnego przodka, a także czczących wspólne bóstwo rodowe ujigami. Część rodów wywodziła się z ugrupowań zawodowych zajmujących się dziedzicznie określonymi funkcjami, m.in. kapłańskimi, wróżbiarskimi, rytualnymi. Jeden z rodów – ród cesarski – posiadał supremację nad pozostałymi, które zaczęły zajmować dziedziczne pozycje na dworze cesarskim i w systemie państwowym.
W późniejszych czasach rody powstawały z wyodrębnienia gałęzi genealogicznych potomków cesarzy – w okresie Heian książętom krwi, dla których zabrakło stanowisk w aparacie administracyjnym, nadawano nazwiska i ziemię. Do najczęściej nadawanych nazwisk należały: Taira (Heishi) i Minamoto (Genji). Poszczególne gałęzie rodów noszących wspólne nazwisko rozróżnia się poprzez dodanie imienia cesarza, od którego pochodzą, np. Daigo-Genji. W języku japońskim, dla oznaczenia szlachectwa, do nazwiska rodowego wraz z partykułą dzierżawczą no dodawane jest słowo uji (jap. 氏) o znaczeniu: nazwisko rodowe, rodowód, np. Taira-no-uji (平氏) – ród Taira, Minamoto-no-uji (源氏) – ród Minamoto.

## Najważniejsze rody w historii Japonii

### OkresyKofuniAsuka
- Mononobe
- Soga

### OkresyNaraiHeian
- Fujiwara wcześniej zw. Nakatomi
- Minamoto
- Taira
- Tachibana

### Okresy późniejsze
- Hōjō
- Ashikaga
- Takeda
- Tokugawa

### Pozostałe rody japońskie
- Abe z Mikawa
- Adachi
- Amago
- Asakura
- Asano
- Ashina
- Atagi
- Azai
- Besho
- Chiba
- Chōsokabe
- Date
- Doi
- Hachisuka
- Hatakeyama
- Hayashi
- Hiki
- Honda
- Hosokawa
- Imagawa
- Inoue
- Ishida
- Ito
- Junjie
- Kikkawa
- Kiso
- Kisona
- Kitabatake
- Kuzuyama
- Kyogoku
- Maeda
- Miura
- Miyoshi
- Mogami
- Mōri
- Nanbu
- Nitta
- Niwa
- Oda
- Odawara Hōjō
- Ogasawara
- Otomo
- Ōuchi
- Ozutsuki
- Północny klan Fujiwara
- Rokkaku
- Sakai
- Sakuma
- Sanada
- Satake
- Shimazu
- Tada
- Toki
- Toyotomi
- Tsugaru
- Tsutsui
- Uesugi
- Ukita
- Uchia
- Urukami
- Yagyū
- Yamana
- Yamauchi